# خوسيه غارثيا نييتو
خوسيه غارثيا نييتو (بالإسبانية: José García Nieto)‏ ـ (أوفييدو، 6 يوليو 1914 ـ مدريد، 27 فبراير 2001) هو شاعر وكاتب إسباني، ينتمي ـ مع غابرييل ثيلايا وبلاس دي أوتيرو وخوسيه إييرو ـ إلى جيل ما بعد الحرب من الشعراء الإسبان. حصل على الجائزة الوطنية للأدب (بالإسبانية: Premio Nacional de Literatura de España)‏ عامي 1951 و1957، كما حصل على جائزة ثيربانتس سنة 1996.